# Dumbrăvița (Fehér megye)
Dumbrăvița falu Romániában, Erdélyben, Fehér megyében. Közigazgatásilag Bokajfelfalu községhez tartozik.

## Fekvése
Bokajfelfalu közelében fekvő település.

## Története
Dumbrăviţa korábban Bokajfelfalu része volt, 1956-ban vált külön 125 lakossal. 1966-ban 99, 1977-ben 76 román lakosa volt. 1992-ben 56 lakosából 55 román 1 magyar volt. 2002-ben pedig negyvennégy román lakosa volt.